# セーン・ソー・プルンチット
セーン・ソー・プルンチット（泰: แสน ส.เพลินจิต、英: Sean sor Ploenchilt、1971年5月18日 - ）は、タイの元プロボクサー。パトゥムターニー県出身。元WBA世界フライ級王者。

## 来歴
1990年2月25日、プロデビュー。
1994年2月13日、チャチューンサオ県でWBA世界フライ級王者のデビッド・グリマンと対戦し、12回3-0(115-114、117-112、120-111)の判定勝ちを収め王座を獲得した。
1994年4月10日、サムットプラーカーン県で元WBA世界フライ級王者のヘスス・ロハスと対戦し、12回3-0(117-111、118-110、118-109)の判定勝ちを収め初防衛に成功した。
1994年6月12日、サケーオ県で元WBA世界フライ級王者のアキレス・グスマンと対戦し、12回2-0(117-112、115-115、117-113)の判定勝ちを収め2度目の防衛に成功した。
1994年9月25日、カーンチャナブリー県で元WBC世界フライ級王者の金容江と対戦し、12回3-0(2者が118-109、119-109)の判定勝ちを収め3度目の防衛に成功した。
1994年12月25日、ラヨーン県でダニー・ヌニョスと対戦し、11回TKO勝ちを収め4度目の防衛に成功した。
1995年5月7日、ソンクラー県でエバンヘリオ・ペレスと対戦し、12回3-0(117-111、116-114、116-113)の判定勝ちを収め5度目の防衛に成功した。
1995年10月17日、大阪府立体育会館で日本のリングに初登場。 元世界2階級制覇王者の井岡弘樹と対戦し、10回2分42秒TKO勝ちを収め6度目の防衛に成功した。
1996年1月14日、ノンタブリー県で張英淳と対戦し、12回3-0(116-113、119-111、117-113)の判定勝ちを収め7度目の防衛に成功した。
1996年3月24日、パトゥムターニー県で元世界2階級制覇王者のレオ・ガメスと対戦し、12回2-1(113-115、116-113、117-111)の判定勝ちを収め8度目の防衛に成功した。
1996年9月8日、ナコーンパトム県でアレクサンドル・マクムドフと対戦し、12回3-0(118-110、119-111、118-113)の判定勝ちを収め9度目の防衛に成功した。
1996年11月24日、テーサバーンナコーン・ウボンラーチャターニーでローイクラトンが行われる日にホセ・ボニージャと対戦し、12回0-3(2者が111-117、114-117)の判定負けを喫し10度目の防衛に失敗、王座から陥落した。
2002年12月15日、7年振りの日本のリングに登場として大阪府立体育会館で、元WBC世界バンタム級王者の辰吉丈一郎と対戦し、6回TKO負けを喫した。
2003年10月19日、横浜市の横浜文化体育館で木村章司と対戦し、10回TKO負けを喫し現役を引退した。

## 獲得タイトル
- WBA世界フライ級王座(防衛9)